# Michael O’Higgins
Michael Joseph O’Higgins (irisch Mícheál Seosamh Ó hUiginn; * 1. November 1917 in Crookstown, County Kildare; † 9. März 2005) war ein irischer Politiker der Fine Gael, der von 1948 bis 1951 sowie erneut 1954 bis 1969 Mitglied des Unterhauses (Dáil Éireann) und des Weiteren zwischen 1951 und 1954 sowie abermals zwischen 1969 und 1977 Mitglied des Senats (Seanad Éireann) war. Zuletzt bekleidete er von 1973 bis 1977 als Führer der Mehrheitsfraktion die Funktion des Leader of the Seanad.

## Leben
Michael O’Higgins stammte aus einer einflussreichen Familie von Politikern und war ein Sohn von Thomas F. O’Higgins, Sr., der von 1929 bis zu seinem Tod 1953 Mitglied des Dáil Éireann, zwischen 1948 und 1951 Verteidigungsminister und 1951 für kurze Zeit Minister für Industrie und Handel war. Sein jüngerer Bruder Thomas Francis O’Higgins war ebenfalls Mitglied des Dáil Éireann, Gesundheitsminister sowie Chief Justice of Ireland und auch Richter am Europäischen Gerichtshof. Sein Onkel Kevin O’Higgins war ebenfalls Mitglied des Dáil Éireann, Außen- sowie Justizminister Irlands und wurde am 10. Juli 1927 in Booterstown von drei IRA-Mitgliedern, Timothy Coughlin, Bill Gannon und Archie Doyle erschossen. Einer seiner Großonkel war ferner Timothy Michael Healy, der von 1922 bis 1927 Generalgouverneur des Irischen Freistaates war.
Er selbst absolvierte nach dem Schulbesuch ein Studium der Rechtswissenschaften und war im Anschluss als Solicitor tätig. Bei den Wahlen vom 4. Februar 1948 wurde O’Higgins für die Fine Gael im Wahlkreis Dublin South-West erstmals zum Mitglied des Dáil Éireann (Teachta Dála) gewählt. Damit saß er in der 13. Legislaturperiode zeitgleich mit seinem Vater und seinem älteren Bruder im Unterhaus des irischen Parlaments. Bei den Wahlen vom 30. Mai 1951 erlitt er jedoch eine Niederlage und verlor damit sein Mandat im Dáil Éireann. Stattdessen wurde er am 14. August 1951 Mitglied des Senats (Seanad Éireann) und vertrat dort die Interessengruppe Verwaltung und Sozialeinrichtungen (Administrative Panel). Bei den Wahlen vom 14. Mai 1954 wurde er dann für die Fine Gael jedoch wieder zum Mitglied des Dáil Éireann gewählt und vertrat in diesem nach seiner Wiederwahl bei den Wahlen vom 5. März 1957 zunächst erneut den Wahlkreis Dublin South-West. Bei den Wahlen vom 4. Oktober 1961 wurde er nunmehr im Wahlkreis Wicklow zum Mitglied des Unterhauses gewählt sowie bei den Wahlen vom 7. April 1965 wiedergewählt, ehe er bei den Wahlen vom 18. Juni 1969 abermals eine Niederlage erlitt und sein Mandat im Dáil Éireann wieder verlor.
Daraufhin wurde O’Higgins am 5. November 1969 wiederum Mitglied des Senats und vertrat in diesem zunächst bis zum 30. März 1973 den sogenannten Cultural and Educational Panel, der die Interessengruppe für Erziehung, Kunst, Irische Sprache, Kultur sowie Literatur vertritt. Am 1. Juni 1973 gehörte er zu den elf Personen, die von Premierminister (Taoiseach) Liam Cosgrave für den Senat nominiert wurden, und gehörte diesem damit bis zum 26. Mai 1977 an. Als Führer der Mehrheitsfraktion der Fine Gael bekleidete er in dieser Zeit von 1973 bis 1977 die Funktion des Leader of the Seanad. 1977 verzichtete er auf eine erneute Kandidatur für den Senat.
Michael O’Higgins war seit 1958 mit Brigid Hogan verheiratet, die zwischen 1957 und 1977 ebenfalls Mitglied des Dáil Éireann war. Damit waren er und seine Frau das erste Ehepaar in der irischen Parlamentsgeschichte, das zeitgleich Mitglied des Dáil Éireann war. Aus dieser Ehe gingen neun Kinder hervor, darunter Cahir O’Higgins, der sich als Solicitor insbesondere mit bekannten Straf- und Menschenrechtsverfahren beschäftigt.